# Smyadovo (obchtina)
Smyadovo (bulgare : Смядово) est une obchtina de l'oblast de Choumen en Bulgarie.